# Kanton Vezzani
Vezzani is een voormalig kanton van het Franse departement Haute-Corse. Het kanton maakte deel uit van het arrondissement Corte. Het werd opgeheven bij decreet van 13 februari 2014 met uitwerking op 22 maart 2015.

## Gemeenten
Het kanton Vezzani omvatte de volgende gemeenten:
- Aghione
- Antisanti
- Casevecchie
- Noceta
- Pietroso
- Rospigliani
- Vezzani (hoofdplaats)